# I liga paragwajska w piłce nożnej (1932)
Ze względu na wojnę, jaka wybuchła między Boliwią i Paragwajem, nazwaną Wojną o Chaco (hiszp. Guerra del Chaco) mistrzostw Paragwaju nie  rozegrano. Zamiast tego rozegrany został turniej o nazwie Torneo pro Hospital del Chaco, w którym wzięło udział 8 klubów pierwszoligowych. Turniej ten jest charakterystyczny dlatego, że były to ostatnie rozgrywki klubowe w Paragwaju przed założeniem paragwajskiej ligi zawodowej, co nastąpiło wkrótce po zakończeniu wojny w 1935 roku.
W 1932 roku mistrzem drugiej ligi (División Intermedia) został klub Tembetary Ypané, jednak z powodu wojny i wstrzymania rozgrywek ligowych nie awansował do pierwszej ligi.

## Torneo pro Hospital del Chaco

### Tabela końcowa Torneo pro Hospital del Chaco
| Poz | Klub                       | Mecze | Punkty |
| --- | -------------------------- | ----- | ------ |
| 1   | Cerro Porteño              | 7     | 11     |
| 2   | Club Sol de América        | 7     | 11     |
| 3   | CALT Asunción              | ?     | ?      |
| 4   | Club Nacional              | ?     | ?      |
| 5   | General Caballero Asunción | ?     | ?      |
| 6   | Atlántida SC               | ?     | ?      |
| 7   | Club Libertad              | ?     | ?      |
| 8   | Club River Plate           | ?     | ?      |